# Dundas Castle

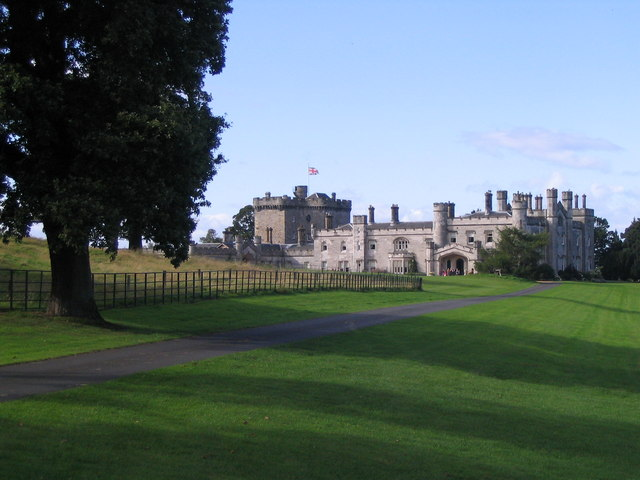
Dundas Castle (2007)

Dundas Castle ist eine Burg in der Gemeinde Dalmeny in der schottischen Council Area Edinburgh. Die Burg aus dem 15. Jahrhundert mit umfangreichen Ergänzungen aus dem 19. Jahrhundert war seit dem Mittelalter der Sitz des Clan Dundas, der sie Ende des 19. Jahrhunderts verkaufte. Derzeitiger Burgherr ist der Politiker und Geschäftsmann Sir Jack Stewart-Clark.

## Geschichte
Der Name Dundas leitet sich vom schottische-gälischen Dùn Deas (dt.: „südlicher Hügel“ oder „schöner Hügel“) ab. Im 11. Jahrhundert verlehnte König Malcolm III. die Ländereien von Dundas und andere Gebiete in Lothian an Gospatric, Earl of Northumbria, der nach Norden geflohen war, um Wilhelm dem Eroberer zu entkommen. Die Ländereien von Dundas fielen nach seinem Tod an seinen Enkel Waldeve, der sie um 1180 seinem Verwandten Helias vermachte. Helias erhielt seinen Nachnamen von seinen Ländereien und wurde so der Stammvater der Familie Dundas. Den Dundases und ihre Nachkommen sollten später große Gebiete von Midlothian und West Lothian gehören.
1416 erhielt James Dundas eine Lizenz vom Duke of Albany, damaliger effektiver Herrscher in Schottland, einen Donjon errichten zu lassen. Dieser Donjon wurde 1436 erweitert, sodass er zu einem Wohnturm mit L-förmigem Grundriss wurde. Der Donjon diente im Frieden als Heim und im Krieg als Festung. Oliver Cromwell weilte nachweislich 1650, etwa zur Zeit der Schlacht von Dunbar, auf Dundas Castle. Eine Statue von ihm steht heute noch außen am Donjon.
1818 ließ James Dundas die Gebäudeteile aus dem 17. Jahrhundert abreißen und im tudor-gotischen Stil nach Plänen des bekannten Architekten William Burn wieder aufbauen. Burn entwarf auch viele Kirchen und sein Einfluss ist im gesamten Gebäude zu sehen. Burns Planungen für die Paradezimmer enthielten riesige Fenster, aus denen man die Rasenflächen und das Parkland draußen überblicken konnte.
Die Anlage der Gebäude und der ausgedehnten Gärten hatten so viel gekostet, dass die Dundases 1875 gezwungen waren, die Burg und die Ländereien zu verkaufen. Der Käufer war William Russell. Das Anwesen wurde 1899 erneut verkauft und zwar zusammen mit fünf Bauernhöfen und 6,1 km² Land an Stewart Clark, den Besitzer eines Textilunternehmens in Renfrewshire und respektierten Philanthropen. Clarks Sohn, John, übernahm zu Ehren seines Vaters beide seine Namen; sein voller Name war also John Stewart-Clark. 1918 wurde er zum Baronet ernannt.
Im Zweiten Weltkrieg diente Dundas Castle als Hauptquartier für den Schutz der Forth Bridge. Seit 1995 war der Eigentümer der Burg Jack Stewart-Clark, der Urenkel von Stewart Clark. Stewart-Clark war von 1979 bis 1999 Mitglied des Europäischen Parlaments.
2001 wurden die Außenanlagen in das Inventory of Gardens and Designed Landscapes in Scotland aufgenommen.

## Renovierungen und Umbau zum Hotel

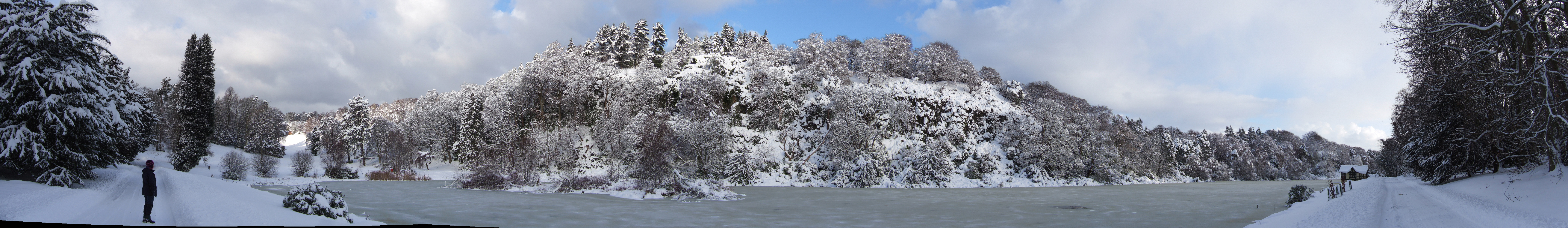
Loch Dundas im Winter

Als Sir Jack das Anwesen 1995 von seiner Mutter erbte, war es ziemlich heruntergekommen. Er wollte es anfangs verkaufen, entschloss sich dann aber, ein Restaurierungsprogramm aufzulegen. Der Donjon, der über 300 Jahre lang unbewohnt war, bekam eine neue Brüstung und seine Mauern wurden restauriert; es wurden elektrische Leitungen, eine Heizung, Toiletten und eine Küche eingebaut. Die Braunfäule in der Burg selbst wurde beseitigt, der Salon, die Bibliothek und das Speisezimmer wurden umdekoriert. Die Burg ist heute ein 5-Sterne-Hotel, das häufig für Hochzeiten gebucht wird.
Auf dem Anwesen der Burg gibt es ein Ferienhaus namens The Boathouse, das in der Nähe des Loch Dundas liegt. Es gilt als 4-Sterne-Selbstversorgerhaus.
Dundas Castle gehört zu den Unique Venues of Edinburgh und zu Luxury Edinburgh.

### Drehort für Film und Fernsehen
Dundas Castle diente als Hintergrund in den Filmen Der kleine Vampir (2000), Sommersonnenwende (2005) und Clive Barker’s Book of Blood (2009). Es wurde auch in Werbefilmen für Arnold Clark und in Verbindungen zwischen T4-Shows von Channel 4 verwendet.

## Galeriebilder

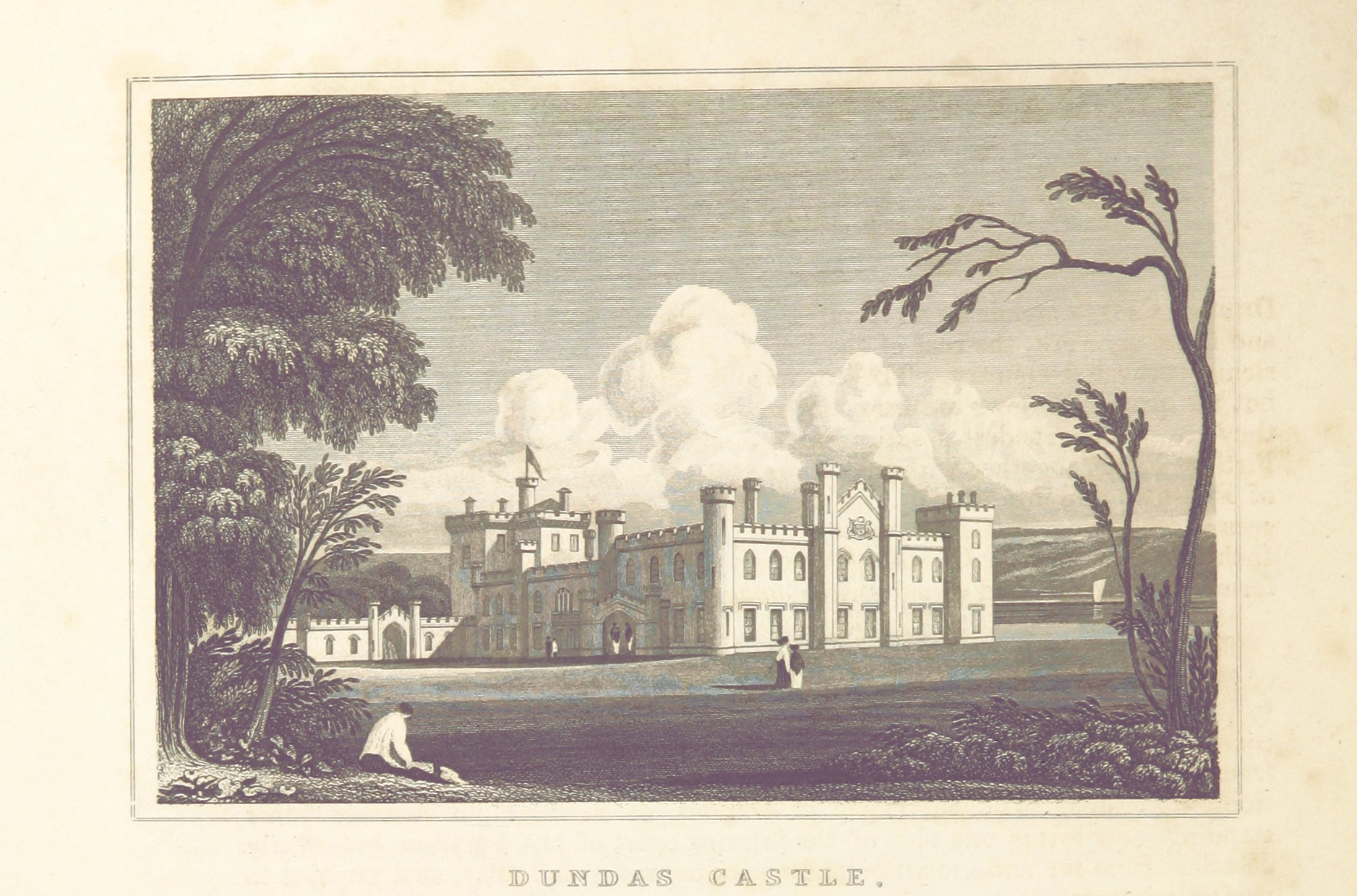
Zeichnung von Thomas Shepherd (1829)
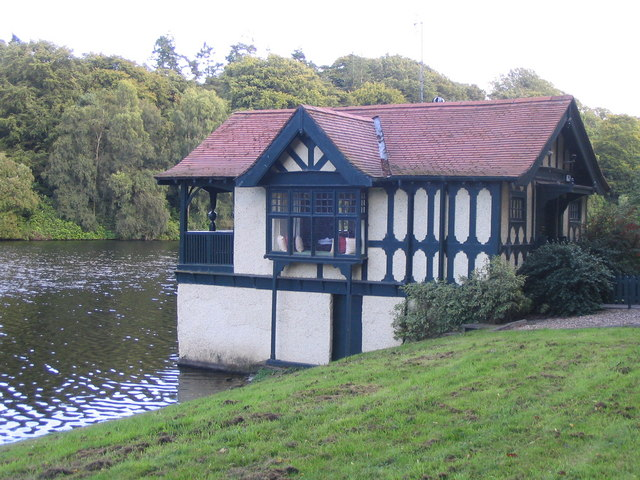
The Boathouse
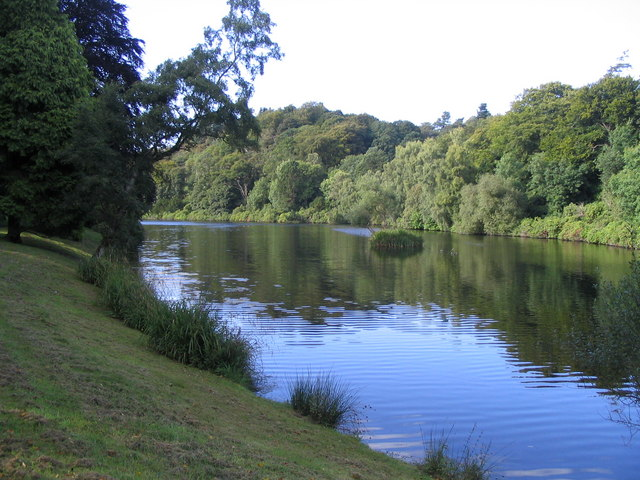
Ein anderer Blick auf den See
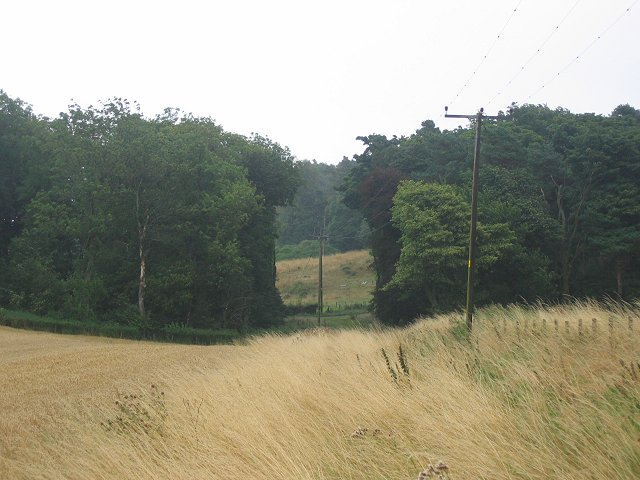
Auf dem Anwesen
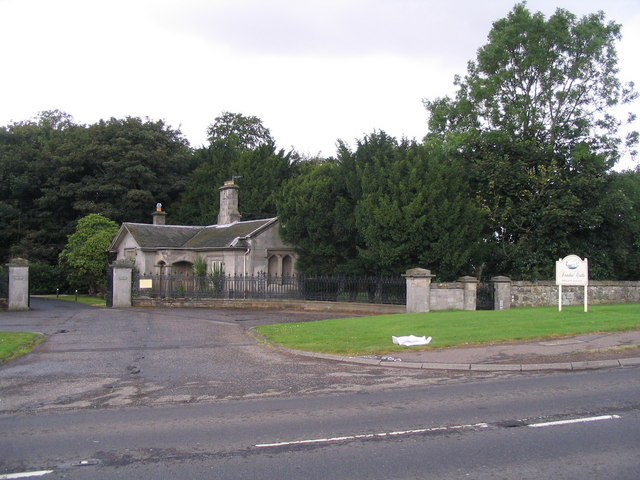
Einfahrt zum Anwesen
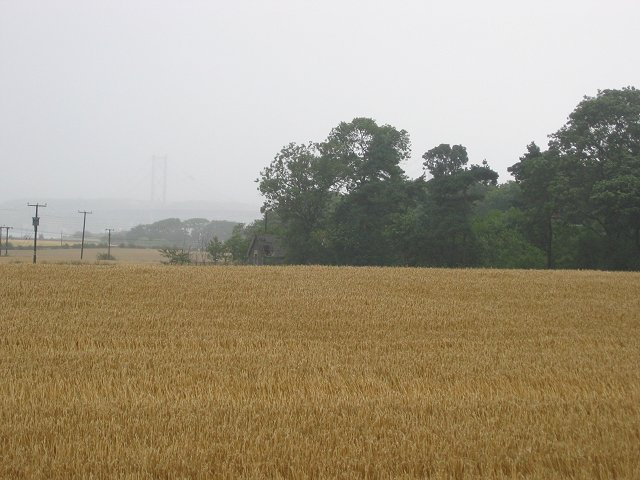
An der Grundstücksgrenze, mit der Forth Bridge im Hintergrund im Dunst